# 丁时魁
丁时魁（?—?），字斗生，湖廣江夏縣人。明末清初政治人物。

## 生平
崇祯六年（1633年）癸酉科湖廣鄉試第五名舉人，崇禎十三年（1640年）进士，官至礼部主事。南明時历任礼科给事中、吏科左给事中、吏科都给事中，與左都御史袁彭年、礼部侍郎刘湘客、工科左给事中金堡、户科右给事中蒙正发合稱五虎，人稱“虎尾”。桂林失陷後降清，成為孔有德幕僚。入清後，擔任過广西学道。不久病死黄冈。